# Käte Hoch
Käte Hoch (nome de nascimento: Katharina Krescência Schöller; nascida em 31 de agosto de 1873 emZwiesel e falecida em 31 de maio de 1933 em Munique) foi uma pintora alemã.

## Biografia
Após a morte prematura de seus pais, Käte Hoch mudou-se para morar com parentes em Munique, onde frequentou a Damenakademien München und Berlin und Malerinnenschule Karlsruhe (Academia Feminina de Munique) de 1891 a 1894. Por volta de 1900 ela viajou para Paris. Lá conheceu o arquiteto suíço Max Nippell, com quem logo se casou e com quem teve três filhos. Na França teve contato com Henri Toulouse-Lautrec e a Academia Julian. O casal mudou-se mais tarde para Karlsruhe e Käte Hoch regressou a Munique por volta de 1904. Ela se divorciou do primeiro marido e se casou com o ator e pintor Rudolf Hoch em 1905. A partir de 1906, Hoch dirigiu sua própria escola de pintura e desenho em Munique. Ela pôde expor seus próprios trabalhos em exposições na Secessão de Munique e na Kunstverein München. Ela também iniciou exposições. Em 1929, Käte Hoch ilustrou as histórias do calendário de Oskar Maria Graf. Ela também foi membro da Associação Cultural Jovem de Munique, de esquerda política, fundada por Graf..